# Luis Ortega Álvarez
Luis Ignacio Ortega Álvarez (Madrid, 14 gennaio 1953 – Madrid, 15 aprile 2015) è stato un giurista spagnolo, cattedratico di Diritto amministrativo presso l'Università di Castiglia-La Mancia e magistrato del Tribunale Costituzionale della Spagna dal 2011 al 2015.

## Biografia
Studiò Giurisprudenza presso l'Università Complutense di Madrid laureandosi nel 1975. Conseguì il dottorato nel 1979, e insegnò nello stesso Ateneo fino al 1988, quando ottenne la cattedra di Diritto Amministrativo all'Università di Castiglia-La Mancia. Fu maestro di più di 25 cattedratici e professori universitari, così come di molti funzionari di varie amministrazioni. Fu fra i massimi esperti in diritto pubblico, nel diritto dell'Unione Europea e nel diritto delle nuove tecnologie. Fondò a Toledo il Centro di Studi Europei, i master in Diritto Comunitario e il Seminario di Studi autonomistici dell'UCLM, e ha introdotto tutti i suoi principali allievi nel principale forum del Diritto Pubblico Europeo, l'European Public Law Group. Fu direttore del Dipartimento di Diritto Pubblico della sua Università. Nel 2007 fu redattore della bozza di progetto di riforma dello Statuto autonomo della Comunità Autonoma di Castilla-La Mancia. Nel 2010 ricevette dal Governo di Castilla-La Mancia il Premio di Eccellenza della Ricerca. Mantenne numerose collaborazioni con gli atenei italiani, e fu componente del collegio dei docenti del Dottorato in Diritto dell'Attività Amministrativa Informatizzata e della comunicazione pubblica dell'Università di Cagliari. Pubblicò oltre 80 scritti scientifici.
Dal 1982, anno in cui divenne consulente del Governo di Felipe González, e fino al 1989, è stato legato agli ambienti del Partito Socialista Operaio Spagnolo. Nel 1989 fu nominato ultimo direttore del Collegio Universitario di Toledo  e nel 1990 fu il primo vice-rettore del Campus di Toledo dell'Università di Castiglia-La Mancia. Nel 1994 fondò a Toledo un centro di ricerca collegato alla Rete Europa Direct, il Centro di Studi Europei, attraverso una convenzione fra l'UCLM e l'Unione europea, centro che diresse fino al  2011, anno in cui, dopo una breve collaborazione come consulente nello staff di Miquel Roca Junyent, uno dei sette padri della Costituzione Spagnola, fu nominato Magistrato del  Tribunale Costituzionale della Spagna  su proposta del PSOE. Mantenne questo incarico fino al 15 aprile del 2015, quando mancò improvvisamente a causa di un infarto durante la pausa di una seduta plenaria del Tribunale Costituzionale.

## Opere principali
- Los Derechos Sindicales de los funcionarios públicos, Madrid, 1983.
- El régimen constitucional de las competencias locales, Madrid, 1988.
- La concepción subjetiva del Derecho administrativo tras la Constitución Española de 1978, Albacete, 1989.
- El sistema político y administrativo de España, Bogotá, 1991.
- El Plan único de obras y servicios de Cataluña y la garantía institucional de la autonomía local, 1992
- La Constitución Europea, Ciudad Real 2003
- Reforma Constituional  y Reforma Estatutaria, Madrid 2005

## Premi
- Premio Juanelo Turriano: 2009, "per il suo contributo all'avanzamento del Diritto Pubblico spagnolo, allo sviluppo del Diritto Europeo e all'istituzionalizzazione degli organi di autogoverno della Castiglia-La Mancia".
- Gran Croce al merito militare con distintivo bianco.